# Ryan Bolaños
Ryan Bolaños Davis (Talamanca, Limón, Costa Rica, 19 de diciembre de 1998) es un futbolista costarricense que juega como lateral izquierdo en el Deportivo Saprissa de la Primera División de Costa Rica.

## Trayectoria

### Inicios
Crecido en Cahuita de Talamanca con sus padres Wílmar Bolaños y Yoconda Davies, Ryan inició su carrera en las divisiones formativas de Limón, saliendo hacia los entrenamientos en horas de la madrugada para llegar por la mañana al Estadio Juan Gobán, luego tomaba otro autobús para regresar a su casa en una hora más de viaje. Su rutina se le hizo costumbre desde los catorce años cuando llegó al proceso Sub-15 del cuadro limonense.

### Limón F. C.
Fue ascendido al primer equipo de Limón dirigido por Horacio Esquivel. Su debut en la máxima categoría se produjo el 10 de agosto de 2016, por la séptima fecha del Campeonato de Invierno frente a San Carlos (victoria 1-0), donde ingresó de cambio por Henry Espinoza al minuto 73'.
Marcó su primer gol el 17 de septiembre de 2017 sobre Carmelita, mediante un cabezazo al minuto 55' que ponía el descuento transitorio de 1-2. Su equipo logró el empate 2-2 en ese juego.
Jugó en el equipo hasta diciembre de 2019 cuando finalizó su contrato, teniendo 92 participaciones y 10 goles concretados. Se rumoreó una posible incorporación al Puebla de México, pero este cambio no se materializó.

### C. S. Cartaginés
El 2 de enero de 2020, el Cartaginés anunció la contratación de Bolaños quien llegó como agente libre. Debutó en la primera fecha del Torneo de Clausura como titular en la totalidad de los minutos del empate 2-2 contra el Santos de Guápiles. El 25 de enero hizo su primer gol como blanquiazul sobre Alajuelense (1-1), anotando mediante un tiro libre.

### Deportivo Saprissa
El 3 de enero de 2022, se hizo oficial el fichaje de Ryan al Deportivo Saprissa, firmando un contrato por dos años. El 16 de enero enfrentó su primer partido por el Torneo de Clausura, en el compromiso que cayó su equipo por 1-2 de local contra San Carlos. El jugador gozó de la totalidad de los minutos y portó la dorsal «19». Su presentación formal como refuerzo del club se produjo el 21 de enero en conferencia de prensa. El 23 de febrero convirtió su primer gol como saprissista ante Pumas de la UNAM por la vuelta de los octavos de final de la Liga de Campeones.

## Estadísticas

### Clubes
Actualizado al último partido jugado el 22 de junio de 2022.
| Limón F. C. Costa Rica                                                                                       |               |               |     |    |   |    |     |    |
| 1.ª | 2016-17       | 7             | 0   | —  | — | 7  | 0   |    |
| 1.ª | 2017-18       | 34            | 4   | —  | — | 34 | 4   |    |
| 1.ª | 2018-19       | 31            | 2   | —  | — | 31 | 2   |    |
| 1.ª | 2019-20       | 20            | 4   | —  | — | 20 | 4   |    |
| Total club                                                                                                   | Total club    | 92            | 10  | —  | — | 92 | 10  |    |
| C. S. Cartaginés Costa Rica                                                                                  |               |               |     |    |   |    |     |    |
| 1.ª | 2019-20       | 16            | 1   | —  | — | 16 | 1   |    |
| 1.ª | 2020-21       | 20            | 0   | —  | — | 20 | 0   |    |
| 1.ª | 2021-22       | 17            | 2   | —  | — | 17 | 2   |    |
| Total club                                                                                                   | Total club    | 53            | 3   | —  | — | 53 | 3   |    |
| Deportivo Saprissa Costa Rica                                                                                |               |               |     |    |   |    |     |    |
| 1.ª | 2021-22       | 20            | 0   | 2  | 1 | 22 | 1   |    |
| Total club                                                                                                   | Total club    | 20            | 0   | 2  | 1 | 22 | 1   |    |
| Total carrera                                                                                                | Total carrera | Total carrera | 165 | 13 | 2 | 1  | 167 | 14 |
| (1) Incluye datos de la Liga de Campeones de la Concacaf (2022). (2) No incluye goles en partidos amistosos. |               |               |     |    |   |    |     |    |

## Palmarés

### Títulos nacionales
| Título                         | Club               | País       | Año  |
| ------------------------------ | ------------------ | ---------- | ---- |
| Primera División de Costa Rica | Deportivo Saprissa | Costa Rica | 2022 |
| Primera División de Costa Rica | Deportivo Saprissa | Costa Rica | 2023 |
| Supercopa de Costa Rica        | Deportivo Saprissa | Costa Rica | 2023 |
| Primera División de Costa Rica | Deportivo Saprissa | Costa Rica | 2023 |
| Primera División de Costa Rica | Deportivo Saprissa | Costa Rica | 2024 |